# 三井野原駅
三井野原駅（みいのはらえき）は、島根県仁多郡奥出雲町八川にある、西日本旅客鉄道（JR西日本）木次線の駅である。愛称は「高天原」（たかまがはら）。
JR西日本の駅の中で最も標高が高い駅（727m）である。

## 歴史
島根県と広島県にまたがる三井野原（三井野、とも）はいわゆる戦後開拓地区である。
当地はもともと島根側に住む「たたら御三家」と呼ばれる大地主のひとつ、絲原一族の私有地であった。地形的には緩やかで恵まれているものの、高所で灌漑水が不足するなどの理由からか農耕は行われず、絲原一族がたたら場を置いていた程度で、人の定住はなかった。1944年（昭和19年）に太平洋戦争の情勢逼迫を受けた食糧増産（種子ばれいしょの生産）を目的に開拓が始まり、戦後に緊急開拓事業の一環で1947年（昭和22年）冬より入植を開始し、1948年（昭和23年）より「八川開拓地」として本格的な入植が始まった。
こうした経緯から同地は山陰・山陽間の交通路ではあったものの通過地点にすぎず、1937年（昭和12年）に木次線が当地に延伸開通した際も駅が設けられていなかった。自動車が普及していない当時、開拓地の人々は用事のため坂根地区へ出るにも急なジクザグの道路を徒歩で向かうしかなかった。特に冬季の通学は困難を極め、なかには学校からの帰りに出雲坂根駅で列車に乗り、列車が三井野原に差し掛かったところで飛び降りる、という子供も現れるほどであった。
こういった事情もあり、戦後の入植2年目の1949年（昭和24年）10月から仮乗降場の設置運動が展開され、住民はホームを自力で建設し、国鉄側に乗降をさせてもらえるように陳情した。合わせて、同地では地元住民によりスキー場（三井野原スキー場）の開設がなされることとなった。これは当地が丘陵地でかつ豪雪であったということや、木次線と国道314号（当時は県道）が通過し便がよいということもあったものの、駅設置の名目、という意味合いも強かった。
このことが島根新聞（のちの山陰中央新報）木次支局長の目にとまり、当時の県スキー連盟会長や代議士を動かし、出雲坂根駅長も働きかけを行った。これにより米子鉄道管理局は三井野原に仮乗降場の設置を認めることとなり、同年12月から営業を開始した。当初は1日2往復の停車であったが、スキーシーズンには急行を含む全列車が停車した。
1952年（昭和27年）に入ると、スキー客の増加、営農の進展による人流の増加に伴い、正式な駅に昇格する運動が起こり始めた。運動は6年続き、1958年（昭和33年）9月に正式な駅（旅客駅）昇格となった。この時、駅舎の総工費120万円は斐上町（のちの横田町、現在の奥出雲町の一部）が負担し、またホームの盛土は地元住民の奉仕活動として行われた。

### 年表
- 1949年（昭和24年）12月24日：国鉄木次線出雲坂根駅 - 油木駅間に、三井野原仮乗降場が新設される[1]。
- 1958年（昭和33年）9月1日：三井野原駅に昇格[1]。旅客営業のみの旅客駅[1]。
- 1987年（昭和62年）4月1日：国鉄分割民営化に伴い、JR西日本の駅となる[1]。
- 2014年（平成26年）12月：新駅舎竣工。

## 駅構造

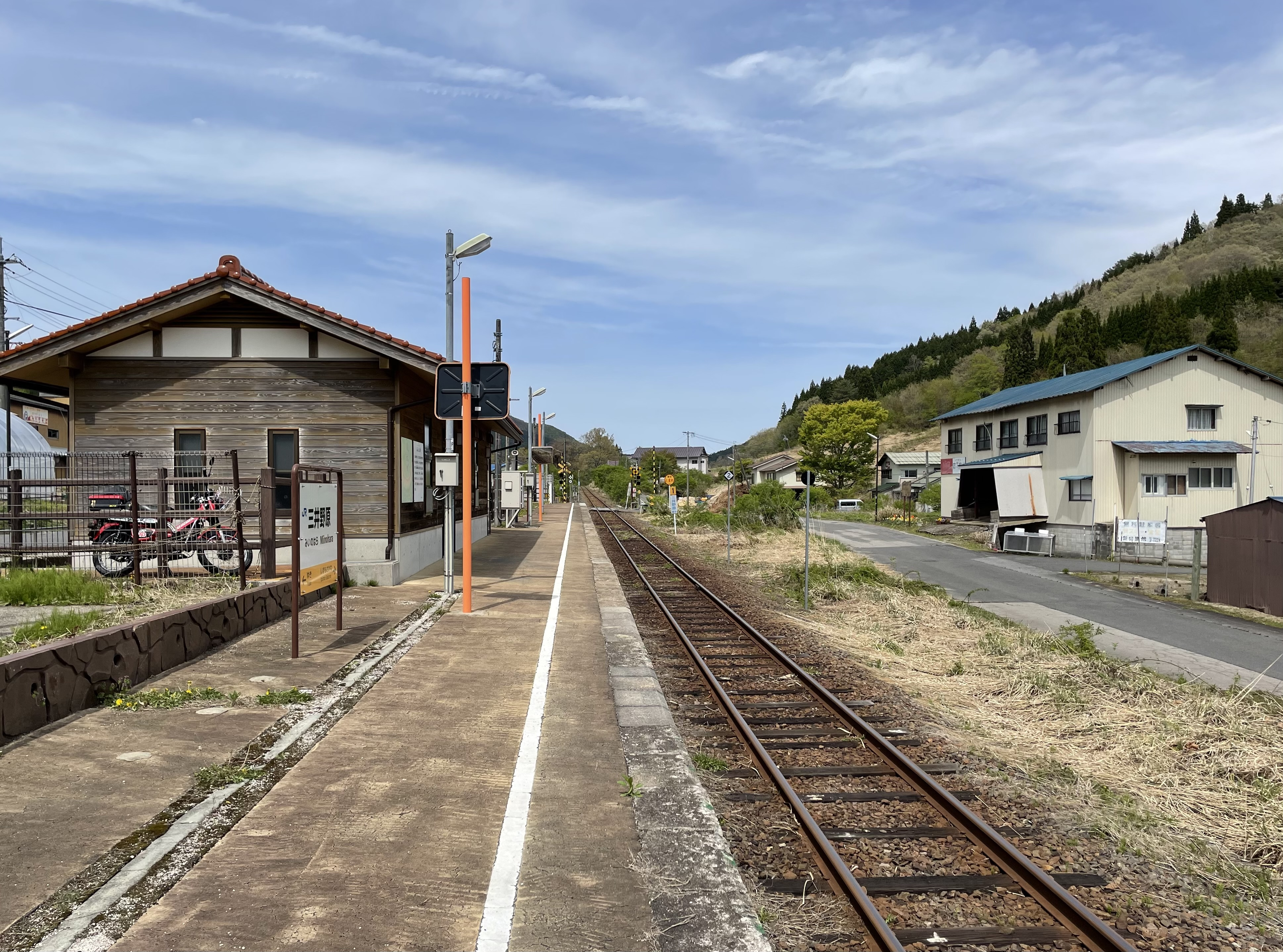
構内（2025年5月）

備後落合方面に向かって右側に単式ホーム1面1線を有する地上駅（停留所）。
2014年12月に改築された現在の駅舎は、待合室・バリアフリートイレやレンタサイクルの収納スペースを備えている。
木次鉄道部管理の無人駅で自動券売機等の設置はない。

## 利用状況
近年の1日平均乗車人員の推移は以下の通り。昭和50年代には広島県福山市の福山駅から福塩線・芸備線経由で、また広島駅方面から芸備線経由で、直通スキー列車が運行されていたこともあった。
| 乗車人員推移 | 乗車人員推移 |
| 年度         | 1日平均人数  |
| ------------ | ------------ |
| 1981         | 4            |
| 1984         | 44           |
| 1994         | 46           |
| 1999         | 24           |
| 2000         | 7            |
| 2001         | 4            |
| 2002         | 3            |
| 2003         | 4            |
| 2004         | 3            |
| 2005         | 3            |
| 2006         | 2            |
| 2007         | 13           |
| 2008         | 17           |
| 2009         | 7            |
| 2010         | 8            |
| 2011         | 3            |
| 2012         | 5            |
| 2013         | 3            |
| 2014         | 3            |
| 2015         | 4            |
| 2016         | 4            |
| 2017         | 3            |
| 2018         | 3            |
| 2019         | 3            |
| 2020         | 1            |
| 2021         | 4            |
| 2022         | 5            |

## 駅周辺
駅周辺には旅館などが点在している。トロッコ列車から観光バスへの乗り換えもこの駅でされる場合が多いという。
- 三井野原スキー場
- 国道314号（奥出雲おろちループ）
- 道の駅奥出雲おろちループ
- 奥出雲交通「三井野原駅入口」停留所

## ギャラリー

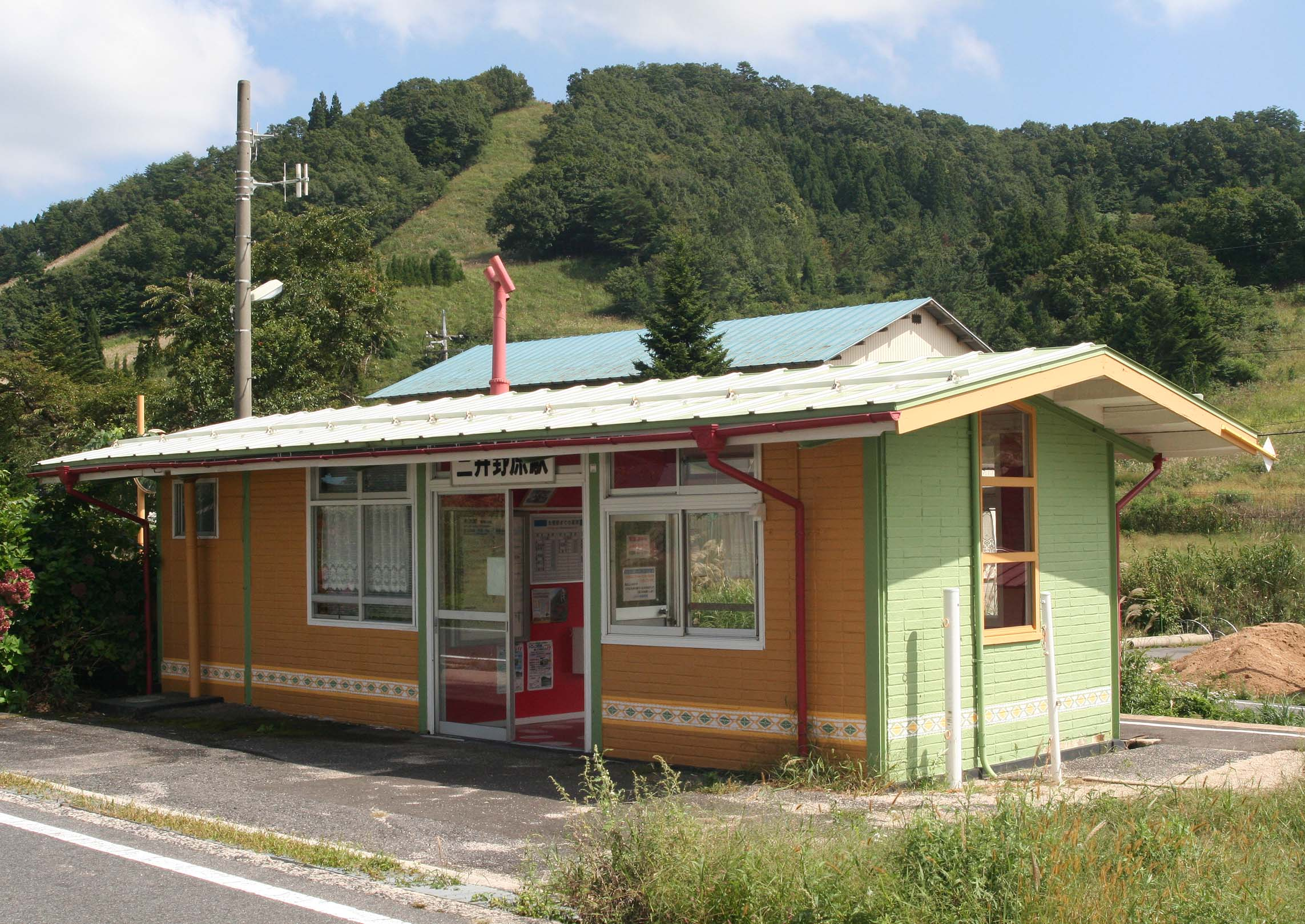
旧駅舎（2007年9月）
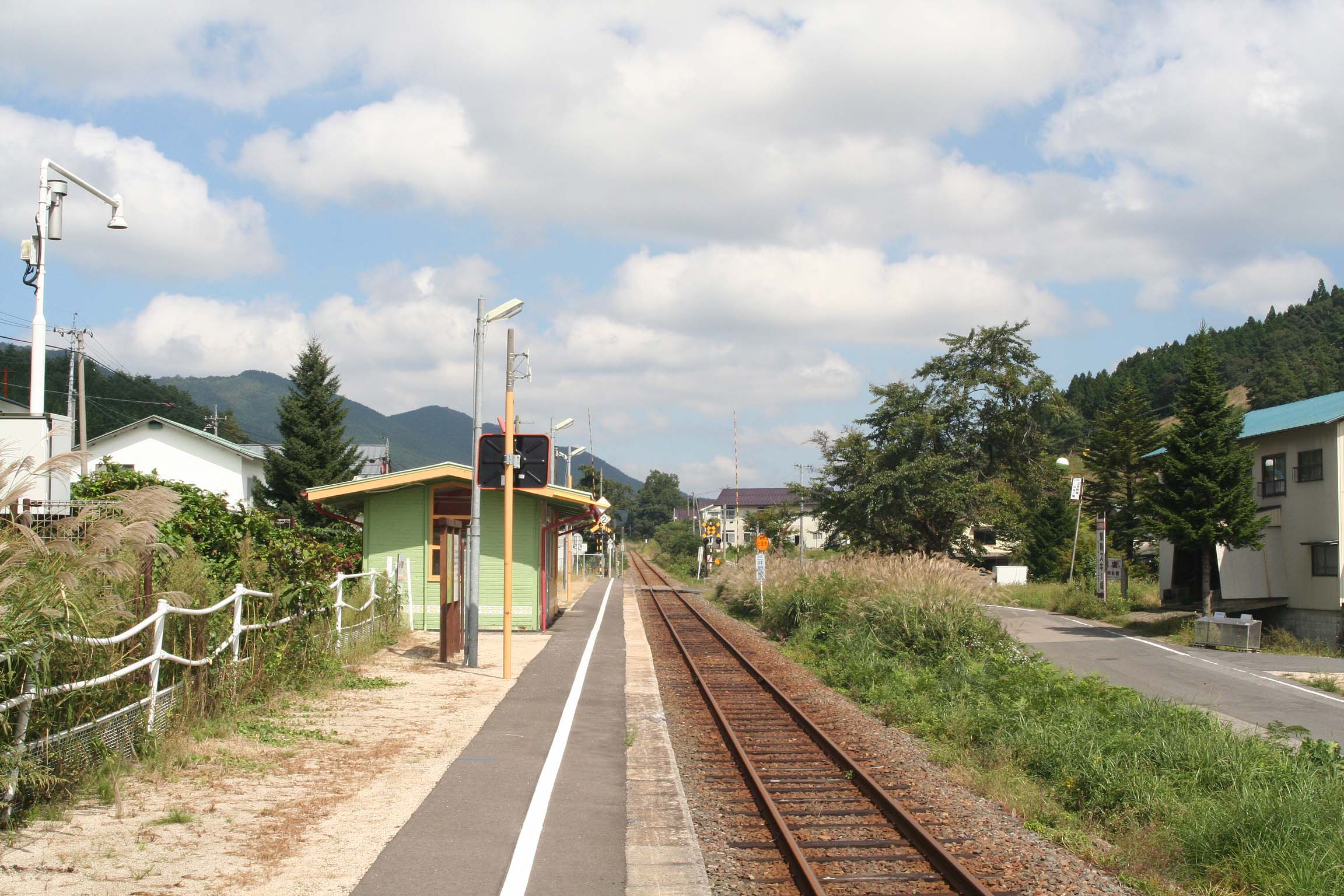
旧駅舎当時の構内（2007年9月）
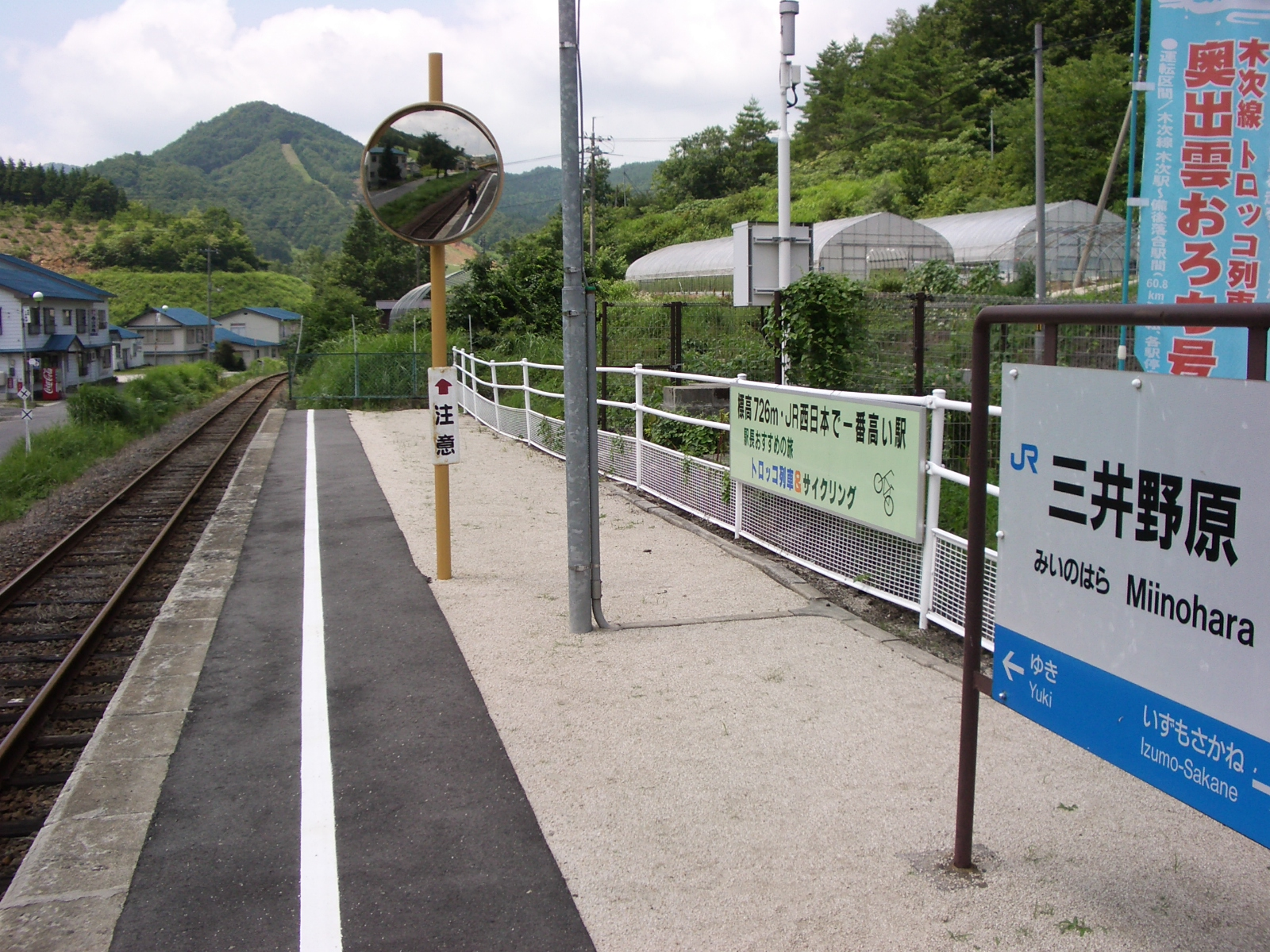
三井野原駅ホーム（2005年8月）
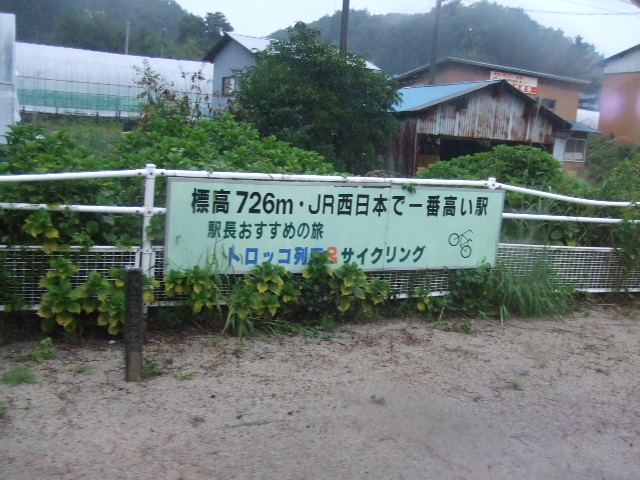
JR西日本で一番高い駅の横断幕（2010年9月）

## 隣の駅
西日本旅客鉄道（JR西日本）
 木次線
出雲坂根駅 - 三井野原駅 - 油木駅

#### 統計資料
1. ↑  “島根県統計書”. しまね統計情報データベース.   島根県政策企画局. 2025年2月5日閲覧。